# Petit Biscuit
Pour les articles homonymes, voir Benjelloun.
Petit Biscuit, nom de scène de Mehdi Benjelloun, né le 10 novembre 1999 à Rouen, est un DJ et producteur de musique électronique français d'origine franco-marocaine.

## Biographie

### Jeunesse
Mehdi Benjelloun naît le 10 novembre 1999 à Rouen d'un père marocain, professeur dans une école d’ingénieurs, et d'une mère française, psychologue,. Il a un frère aîné et une sœur jumelle.
Il bénéficie très jeune d'une formation classique. Souhaitant faire du violon, il commence pourtant à étudier le violoncelle à l'âge de 5 ans, et un peu plus tard la guitare et le piano de façon autodidacte,. Sa première révélation musicale lui vient très jeune d'un disque de Calvin Harris offert par son frère. Par la suite, il apprend à composer en autodidacte sur le logiciel de MAO FL Studio.

### Années 2010
C'est seul dans sa chambre, sans même en parler autour de lui, qu'il compose en secret ses premiers titres. Il publie des morceaux sur SoundCloud, jusqu'à se faire remarquer par la plateforme Electro Posé sur laquelle il publie ensuite Sunset Lover. Le titre réalise, en mars 2018, plus de 62 millions de vues et plus de 400 millions d'écoutes en streaming.
Le 13 mai 2016, alors âgé de 16 ans, il sort son premier EP, sobrement intitulé Petit Biscuit. La même année, il est finaliste du prix Deezer Adami. À 17 ans, il prépare une tournée des Zénith en France. En même temps que son activité de compositeur, Mehdi Benjelloun est élève en terminale S et prépare son baccalauréat. En juillet 2017, il obtient à Rouen son baccalauréat avec la mention très bien.
Afin de rester indépendant, il fonde ensuite son propre label, Petit Biscuit Music.
Le 10 novembre 2017, le jour de ses 18 ans, il sort son premier album, Presence, en auto-production. Cet album est nommé dans la catégorie Album révélation aux Victoires de la musique en février 2018 ; il fait alors figure de favori, mais ne remporte finalement pas le prix. L'album est décrit par le média américain Earmilk comme un « album puissant et mémorable ».
Le 15 avril 2018, il se produit sur scène, pour la première fois, au festival américain Coachella. Il joue dans plusieurs pays dont les États-Unis, la Grande-Bretagne, les Pays-Bas, le Mexique, le Canada,.
Début 2019, Petit Biscuit sort Wide Awake, décrit par le magazine Billboard comme de la « basse glitchy instrumentale », puis We Were Young en featuring avec JP Cooper.

### Années 2020
Bien que plus discrètement, Petit Biscuit poursuit sa carrière et les tournées. Le 10 juin 2023, il se produit en concert à l'Armada 2023 de Rouen.

## Style musical
Petit Biscuit produit des musiques électroniques au son épuré. Il décrit sa musique comme « un appel au voyage, à des choses profondes de l’humain, naturelles, sensuelles ». Il est accompagné depuis ses débuts par un photographe rouennais, Jonathan Bertin, pour la direction artistique visuelle de ses projets.

## Discographie

### Albums studio
| Titre      | Détails                                                                                  | Positions | Positions | Positions | Certifications |
| Titre      | Détails                                                                                  | FRA       | BEL (WAL) | SUI       | Certifications |
| ---------- | ---------------------------------------------------------------------------------------- | --------- | --------- | --------- | -------------- |
| Presence   | - Sortie: 10 novembre 2017 - Label: Petit Biscuit Music - Format: Téléchargement, CD, LP | 21        | 35        | 72        | - : 1 × Or     |
| Parachute  | - Sortie: 30 octobre 2020 - Label: Écurie - Format: Téléchargement, CD, LP               | —         | —         | —         |                |
| Discipline | - Sortie: 28 Juin 2024 - Label: Écurie - Format: Téléchargement                          |           |           |           |                |
| Movement I | - Sortie: 18 Avril 2025 - Label: Écurie - Format: Téléchargement                         |           |           |           |                |

### Album de remixes
| Titre             | Détails                                                         |
| ----------------- | --------------------------------------------------------------- |
| Parachute Remixes | - Sortie: 2 avril 2021 - Label: Écurie - Format: Téléchargement |

### EP
- 2016 : Petit Biscuit
- 2017 : Sunset Lover (Remixes)
- 2017 : Waterfall (Remixes)
- 2018 : Problems (Remixes)
- 2018 : Suffer / Safe
- 2019 : We Were Young (Remixes)
- 2020 : I Leave Again (Remixes) (avec Shallou)
- 2021 : Pick Your Battles (Remixes) (avec Diplo)

### Singles
| Titre                                                                         | Année | Positions | Positions | Positions | Positions | Positions | Positions | Positions | Positions | Positions | Album                        | Certifications  |
| Titre                                                                         | Année | FRA       | ALL       | AUT       | BEL (FL)  | BEL (WAL) | CAN       | É-U       | P-B       | SUI       | Album                        | Certifications  |
| ----------------------------------------------------------------------------- | ----- | --------- | --------- | --------- | --------- | --------- | --------- | --------- | --------- | --------- | ---------------------------- | --------------- |
| City Lights                                                                   | 2014  | —         | —         | —         | —         | —         | —         | —         | —         | —         | Svmmer Svn Vol. 2            |                 |
| Night Trouble                                                                 | 2014  | —         | —         | —         | —         | —         | —         | —         | —         | —         |                              |                 |
| You                                                                           | 2014  | —         | —         | —         | —         | —         | —         | —         | —         | —         |                              |                 |
| Alone                                                                         | 2015  | —         | —         | —         | —         | —         | —         | —         | —         | —         |                              |                 |
| Midnight Sky                                                                  | 2015  | —         | —         | —         | —         | —         | —         | —         | —         | —         |                              |                 |
| Palms                                                                         | 2015  | —         | —         | —         | —         | —         | —         | —         | —         | —         |                              |                 |
| Sunset Lover                                                                  | 2015  | 6         | 66        | 73        | 43        | 7         | 80        | 13        | 86        | 44        | Presence                     | - : 1 × Diamant |
| Memories                                                                      | 2015  | —         | —         | —         | —         | —         | —         | —         | —         | —         |                              |                 |
| Oceans                                                                        | 2015  | —         | —         | —         | —         | —         | —         | —         | —         | —         | Presence                     |                 |
| Iceland                                                                       | 2016  | —         | —         | —         | —         | —         | —         | —         | —         | —         | Petit Biscuit EP             |                 |
| Gravitation (avec Møme featuring Isaac Delusion)                              | 2017  | 24        | —         | —         | —         | —         | —         | —         | —         | —         | Presence                     |                 |
| Waterfall (feat. Panama)                                                      | 2017  | 147       | —         | —         | —         | —         | —         | 40        | —         | —         | Presence                     |                 |
| Problems (featuring Lido)                                                     | 2018  | —         | —         | —         | —         | —         | —         | 49        | —         | —         | Presence                     | - : 1 × Or      |
| Demain (avec Bigflo et Oli)                                                   | 2018  | 5         | —         | —         | —         | —         | —         | —         | —         | 91        | La Vie de rêve               | - : 1 × Diamant |
| Wake Up (featuring Bipolar Sunshine & Cautious Clay)                          | 2018  | —         | —         | —         | —         | —         | —         | —         | —         | —         | Presence                     |                 |
| Suffer (feat. SKOTT)                                                          | 2018  | —         | —         | —         | —         | —         | —         | —         | —         | —         | Suffer / Safe                |                 |
| Safe                                                                          | 2018  | —         | —         | —         | —         | —         | —         | —         | —         | —         | Suffer / Safe                |                 |
| Wide Awake                                                                    | 2019  | —         | —         | —         | —         | —         | —         | —         | —         | —         | We Were Young (The Playlist) |                 |
| We Were Young (avec JP Cooper)                                                | 2019  | 35        | —         | —         | —         | —         | —         | 43        | —         | —         | We Were Young (The Playlist) |                 |
| Chateau                                                                       | 2020  | —         | —         | —         | —         | —         | —         | —         | —         | —         | Songs for Australia          |                 |
| I Leave Again (avec Shallou)                                                  | 2020  | 163       | —         | —         | —         | —         | —         | 25        | —         | —         | Parachute                    |                 |
| Drivin' Thru The Night                                                        | 2020  | 163       | —         | —         | —         | —         | —         | —         | —         | —         | Parachute                    |                 |
| Burnin'                                                                       | 2020  | —         | —         | —         | —         | —         | —         | —         | —         | —         | Parachute                    |                 |
| Pick Your Battles (avec Diplo)                                                | 2021  | —         | —         | —         | —         | —         | —         | —         | —         | —         |                              |                 |
| You Don't Ignore (Too Late)                                                   | 2023  | —         | —         | —         | —         | —         | —         | —         | —         | —         |                              |                 |
| The Forest Ft. Amixem                                                         | 2024  | —         | —         | —         | —         | —         | —         | —         | —         | —         |                              |                 |
| "—" signifie que le titre n'est pas sorti ou ne s'est pas classé dans le pays |       |           |           |           |           |           |           |           |           |           |                              |                 |

### Remixes
- 2015 : Lostodyssey - Such a Mess (Petit Biscuit Remix)
- 2015 : Moi Je - Fais Rien (Petit Biscuit Remix)
- 2015 : Odesza - Memories That You Call (Petit Biscuit Remix)
- 2016 : Hayden James - Just a Lover (Petit Biscuit Remix)
- 2017 : Zedd & Alessia Cara - Stay (Petit Biscuit Remix)
- 2019 : Flume feat. Vera Blue - Rushing Back (Petit Biscuit Remix)